# Aurélio Martins
Aurélio Pires Quaresma Martins (São Tomé, 24 de novembre de 1966) és un periodista, empresari i polític são-tomense, des de gener de 2011 president del Moviment per l'Alliberament de São Tomé i Príncipe/Partit Socialdemòcrata (MLSTP-PSD). Aurélio Martins va ser candidat a la Presidència de São Tomé e Príncipe a les eleccions presidencials del 17 de juliol de 2011.
Va passar la seva infantesa i joventut a São João da Vargem, São Tomé participant activament en la cèl·lula local de les Joventuts del MLSTP. Més tard es va traslladar a Luanda, on esdevingué representant del MLSTP/PSD a Angola. A les eleccions legislatives de São Tomé i Príncipe de 2006 fou elegit diputat pel districte de Lobata. A les eleccions legislatives de 2010 fou novament elegit diputat pel districte de Lobata, on el MLSTP/PSD va obtenir el millor resultat. Fou president de la Comissió dels Drets Humans, Ciutadania i Gènere de l'Assemblea Nacional de São Tomé i Príncipe, i fou elegit president del MLSTP/PSD al V Congrés Ordinari del Partit en gener de 2011. Aurélio Martins fou periodista de Rádio Nacional de São Tomé e Príncipe (1984/85) i de Rádio Nacional de Angola (1999/2007).
És el soci majoritari del Grupo Gibela i President del Consell d'Administració de FAMA (Fundação Aurélio Martins).
Va ser elegit Figura do Ano en 2007, 2008 i 2009.